# IC 4460
IC 4460 је спирална галаксија у сазвјежђу Волар која се налази на листи објеката дубоког неба у Индекс каталогу.
Деклинација објекта је + 30° 16' 45" а ректасцензија 14h 34m 36,5s. Привидна величина (магнитуда) објекта IC 4460 износи 14,9 а фотографска магнитуда 15,8. IC 4460 је још познат и под ознакама MCG 5-34-75, CGCG 163-84, PGC 52089.